# ديانا سوين
ديانا سوين هي متسابقة ملكة الجمال وصحفية كندية، ولدت في 24 سبتمبر 1965 في تومبسون في كندا.

## وصلات خارجية
- ديانا سوين على موقع IMDb (الإنجليزية)